# Natascha Massop
Natascha Massop est une ancienne cycliste néerlandaise, spécialiste du BMX.

## Palmarès en BMX

### Championnats du monde
- I.BMX.F./FIAC 1992
  - 2e du Championnats du monde juniors
- 1996
  -  Médaillée d'argent au championnat du monde

### Championnats d'Europe
- 1997
  -  Médaillée d'argent au championnat d'Europe

### Autres
- 1996
  - World Cup Series 1996 : 3e
  - Women's ranking 1996 : 3e
  - The Swatch UCI-BMX World Challenge - Étape d'Orlando (Floride) : 1re